# Company Matsuo
Company Matsuo (カンパニー松尾, Kanpanii Matsuo) és un director, productor i empresari japonès de vídeos per a adults (AV). Se li atribueix la popularització del gènere porno japonès de "hamedori", on el director/actor actua sexualment amb l'actriu i també filma l'acció real. Se l'ha considerat "un mestre en rodar pornografia amb amateurs".

## Vida i carrera
Matsuo va néixer el 29 de juny de 1966 a la prefectura d'Aichi. El seu sobrenom "Company" (empresa) es remunta als seus dies de secundària quan venia caixes de dinar als seus companys i es va fer conegut com "Company". Va estar interessat en una carrera televisiva des dels seus dies de batxillerat i després d'acabar la facultat tècnica es va incorporar a una companyia de televisió musical. Quan l'empresa va fer fallida, un amic li va parlar sobre la indústria AV.

### V&R Planning
El primer treball de Matsuo a AV va ser amb V&R Planning que acabava de començar el 1986. L'empresa era petita i quan Matsuo es va incorporar a l'empresa el 1988, només era el quart empleat. Va començar com a assistent, però va començar a fer les seves pròpies pel·lícules el 1989.
V&R Planning no sols va fer AV: el fundador Kaoru Adachi estava interessat en els vídeos de morts i V&R va distribuir les versions japoneses de Faces of Death dels Estats Units com a Janku o Junk. Cap al 1989, la companyia va enviar a Matsuo i un càmera al Brasil per filmar escenes de mort per la continuació de V&R de la sèrie Junk. Va passar dues setmanes a Rio de Janeiro escoltant la ràdio policial amb periodistes locals i filmant accidents i escenes d'assassinat.
Les primeres pel·lícules de Matsuo per a V&R van ser drames, però va començar a treballar en l'estil documental hamedori el 1991. Matsuo diu que va ser Yumika Hayashi, una actriu AV de V&R en aquell moment, qui va ser la causa indirecta del seu canvi al hamedori. Tenia una història d'amor amb Hayashi, però les pel·lícules que va dirigir amb ella utilitzaven actors AV professionals. Va sentir que la tècnica d'hamedori més íntima podria permetre que tant ell com l'actriu mostressin una veritable emoció. La seva tècnica era utilitzar aficionats, viatjar a les seves ciutats natals i parlar amb ells àmpliament davant la càmera per aconseguir que s'obrissin abans que comencés qualsevol escena de sexe. La seva col·laboració en vídeos hamedori amb Reiko Miyazaki (宮崎レイコ
), que va començar com a amateur a V&R, va donar a conèixer la directora i actriu.
Mentre estava a V&R Planning, a partir de 1996 Matsuo també va dirigir vídeos per a altres estudis, com hmp, Alice Japan i Cosmos Plan. Matsuo va deixar V&R Planning de manera amistosa el 2004 per seguir altres projectes.

### HMJM
El maig de 2003, Matsuo i altres, inclòs el càmera Yoshikazu Hamada, van fundar una nova companyia audiovisual, Hamada Shashin Jimusho (Oficina d'Imatges de Hamada), escurçada a Hamajim, i que ara s'anomena principalment HMJM. Des del 2004, Matsuo no només ha dirigit per a HMJM, sinó que també ha treballat en altres estudis com Dream Ticket, Dogma i Big Morkal.
A finals de 2008 i principis de 2009, h.m.p. va publicar un conjunt de tres DVD retrospectius de 4 hores que narraven el treball de Matsuo amb actrius amateurs d'aquesta companyia. Els DVD, titulats Best Works of Company Matsuo 4 Hours (カンパニー松尾 全仕事4時間) Volumes 1, 2 & 3, es van publicar amb el mosaic de censura més prim que s'utilitza en els vídeos més nous.
El 2009, Matsuo va aparèixer en un documental del director japonès-coreà Tetsuaki Matsue titulat Annyeong Yumika (あんにょん由美香, Annyon Yumika) sobre l'antic company i amant de Matsuo Yumika Hayashi que va morir el 2005. Matsuo havia produït anteriorment el documental de Matsue de 2004 Identity sobre els zainichi, coreans ètnics que viuen al Japó.
Com a part de la celebració del tercer aniversari de Shelly Fujii amb KMP el novembre de 2011, Matsuo va dirigir una de les 4 seccions del seu vídeo Shelly Fujii 3rd Anniversary - 4 Performances With 4 Different Directors, amb K*WEST, Takuan i Hideto Aki.

## Premis
AV Opem
- 2008 Millor vídeo amateur: Final Mariko (まり子 ファイナル)[12]
- 2008 Premi de la Premsa - (empatat): Final Mariko (まり子 ファイナル)[12]
- 2009 Premi de la Premsa: The Sex Cannon Ball Ride 2009 (テレクラキャノンボール2009　賞品はまり子*Gカップ)[13]